# بروس جورج (رباع)
بروس جورج (بالإنجليزية: Bruce George) هو رباع نيوزيلندي، ولد في 25 سبتمبر 1919، وتوفي في 21 يوليو 2006.